# Sinfonie (Paderewski)
Die Sinfonie in h-Moll „Polonia“ op. 24 ist die einzige Sinfonie des polnischen Pianisten und Komponisten Ignacy Jan Paderewski. Sie spielt auf die polnische Nationalhymne Noch ist Polen nicht verloren an und kann als Ankündigung der politischen Aktivitäten Paderewskis nach der Uraufführung 1909 gesehen werden.

## Instrumentierung und Satzbezeichnungen

### Instrumentierung
Sehr ungewöhnlich ist Paderewskis Instrumentierung für drei Sarrusophone, ein Tambourin de Basque, ein Donnerblech und eine Orgel. Die vollständige Instrumentierung ist: Piccolo, 3 Flöten, 2 Oboen, 1 Englischhorn, 2 Klarinetten in A, 1 Bassklarinette in A, 2 Fagotte, 1 Kontrafagott, 4 Hörner in F, 4 Trompeten in F, 3 Posaunen, 1 Tuba, 3 Kontrabass-Sarrusophone in E♭, Pauken, Schlagzeug (Triangel, Zimbel, Tambourin, Bass drum, Tambour de Basque, Tam-tam, Glockenspiel, Glocken, Donnerblech), Harfe, Orgel und Streicher.

### Satzbezeichnungen
1. Adagio maestoso - Allegro vivace (ca. 30 min)
2. Andante con moto (ca. 17 min)
3. Vivace (ca. 27 min).

## Entstehungsgeschichte
Paderewskis Sinfonie in h-Moll mit dem Titel Polonia (lat. „Polen“) war vermutlich dem Titel einer Bildserie von Artur Grottger aus dem Jahre 1863 entlehnt, welche die Wirklichkeit des täglichen Lebens und Leidens im Polen des 19. Jahrhunderts darstellte, denn die Bildserie war eine unmittelbare Reaktion auf den fehlgeschlagenen Januaraufstand 1863. Am 40. Jahrestag des Aufstands, im Januar 1903, verabschiedete sich Paderewski für ein Jahr vom Konzertpodium, um in seinem Schweizer Domizil bei Morges mit den ersten Skizzen zu dieser Sinfonie zu beginnen. Er arbeitete fünf Jahre an dieser Sinfonie und hatte drei Sätze mit einer Aufführungsdauer von 75 Minuten fertig. Den anfangs geplanten vierten Satz Scherzo verwarf er.

## Uraufführung
Die öffentliche Uraufführung mit dem Boston Symphony Orchestra unter der Leitung von Max Fiedler fand am 12. Februar 1909 statt, nachdem die Sinfonie an Weihnachten 1908 im privaten Kreis bereits zu hören war.

## Analyse der einzelnen Sätze
Paderewskis Sinfonie in h-Moll „Polonia“ ist ein monumentales Werk aus drei Sätzen, denen keine strengen sinfonischen Strukturen zugrunde liegen, sondern die eher dem Lisztschen Vorbild folgen. Die Sinfonie wirkt wie eine spätromantische sinfonische Dichtung, ohne explizit programmatisch zu sein.

### Erster Satz
Der erste Satz beginnt in der Exposition mit einer slawischen Besinnlichkeit, die später im Allegro vivace einem rastlosen Kampfgeist weicht. Der Musikkritiker Adrian Thomas meint, manchmal nehme es „eine fast an Elgar gemahnende Intensität und ein quasi martialisches Triumphgebaren“ an. Doch ähnlich kurzlebig wie die Euphorie zahlreicher Konföderationen und Aufstände in der Geschichte Polens war, ist auch hier das Allegro vivace. Seine Rückkehr leitet die Durchführung ein. Der Beginn der Reprise ist an den melancholisch tiefen Blechbläserakkorden zu erkennen. In der Coda fällt ein Soloauftritt der Orgel auf. Dem Ende von Čajkovskijs „Manfred“-Sinfonie vergleichbar schließt Paderewski seinen monumentalen Satz mit einem innigen und zugleich tragischen Orgelspiel, welches das Ende des leidvollen Weges besiegelt.

### Zweiter Satz
Der zweite Satz im Andante con moto ist düster und lyrisch. Die im ersten Satz gefühlte Sehnsucht wirkt nun elegischer. Der Musikkritiker Adrian Thomas spricht von Paderewskis geschicktem Umgang mit dem manchmal schwer fassbaren 9/8-Takt, der es der perlenden Musik erlaube, verlockend abzuebben und anzuschwellen, wodurch man sich an Rachmaninow und seine etwas später entstandene sinfonische Dichtung Die Toteninsel erinnere.

### Dritter Satz
Das Finale der Sinfonie nimmt indirekten Bezug auf polnische Volkstraditionen. Aus den Anfangsfloskeln beginnen sich über mehr als vier Minuten hinweg Bruchstücke des Hauptthemas herauszuschälen. „Aber sein Charakter ist so unbestimmt, dass man es jedem anderen als einen Polen nicht übelnehmen dürfte, wenn er seine Bedeutung nicht erkennt“, sagt Kritiker Adrian Thomas. Tatsächlich ist das Hauptthema des dritten Satzes eine raffiniert verschleierte Bearbeitung der ersten beiden Takte der Polnischen Nationalhymne Noch ist Polen nicht verloren. Es erklingt hier im Zweiertakt, nicht im Dreiertakt des Mazurkastils, in dem das Original angelegt ist. „Für eine Parole klingt das Motiv gedämpft“, so Adrian Thomas, „doch sein alles durchdringender Charakter ist höchst wirksam“. Die Wirkung ist trotzdem eher bittersüß: Denn auf der einen Seite bedeutete es Erbauung für das polnische Publikum, doch auf der anderen Seite war seine notwendige Verschleierung purer Ausdruck der Hilflosigkeit angesichts laufender nationaler Unterdrückung.

## Rezeption
Die Einspielung des BBC Scottish Symphony Orchestra unter der Leitung des polnischen Dirigenten Jerzy Maksymiuk aus dem Jahre 1998 ist die erste Einspielung der vollständigen Sinfonie außerhalb Polens: Bis dahin wurde sie gewöhnlich in einer gekürzten Fassung aufgeführt, die insbesondere im ersten Satz und im Finale große Abschnitte weg ließ.

## Diskographie
- Paderewski - Symphony in B minor (Polonia). BBC Scottish Symphony Orchestra, Jerzy Maksymiuk. Dauer: 74 min, CD Hyperion Records Limited, 1998
- Paderewski - Symfonia h-Moll op. 24 „Polonia“. Akademisches Sinfonieorchester Krakau, Wojciech Czepiel. Dauer: 72 min, CD DUX Records, 2003